# Emma Ihrer

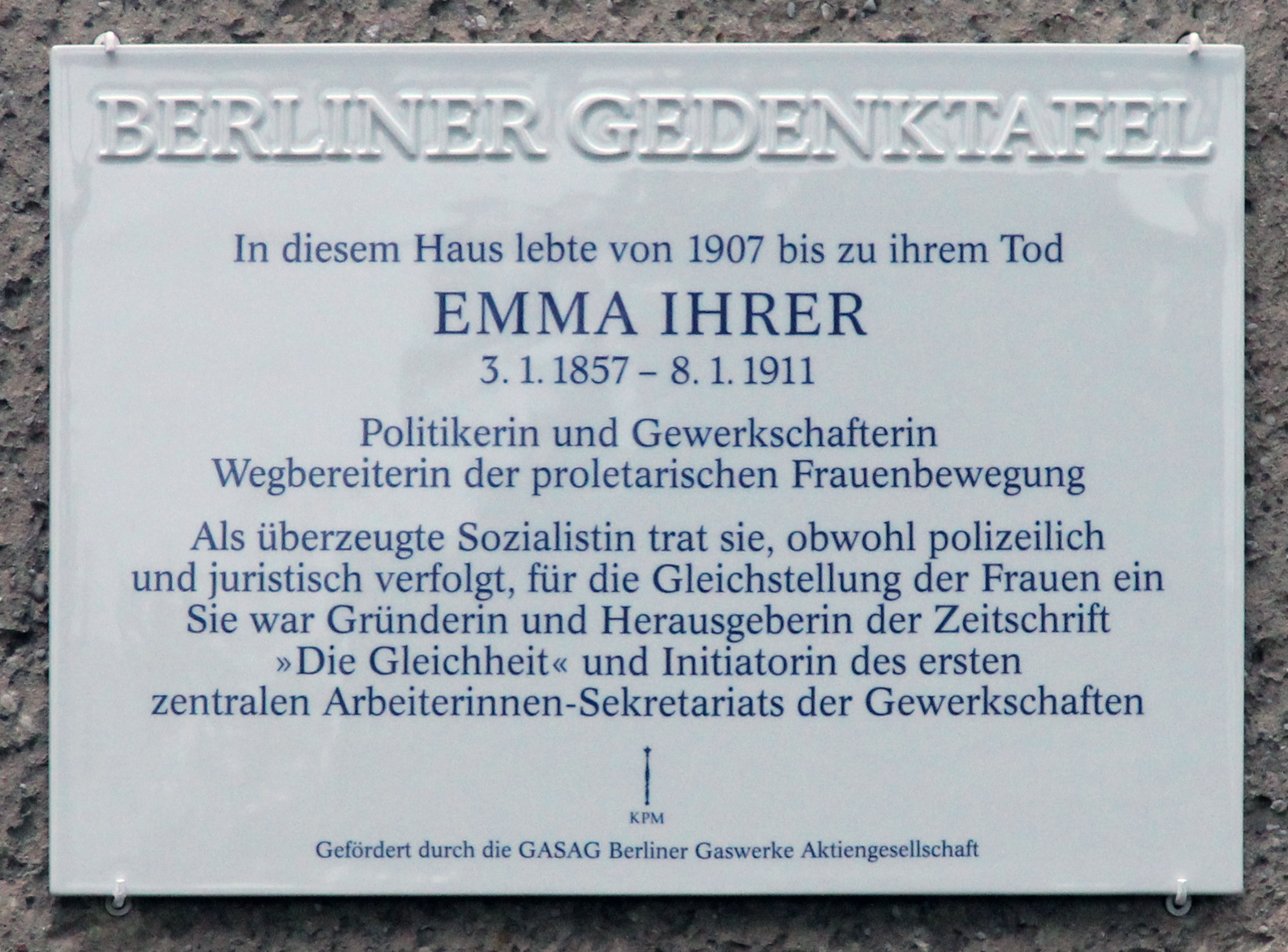
Berliner Gedenktafel am Haus Marthastraße 10 in Berlin-Niederschönhausen

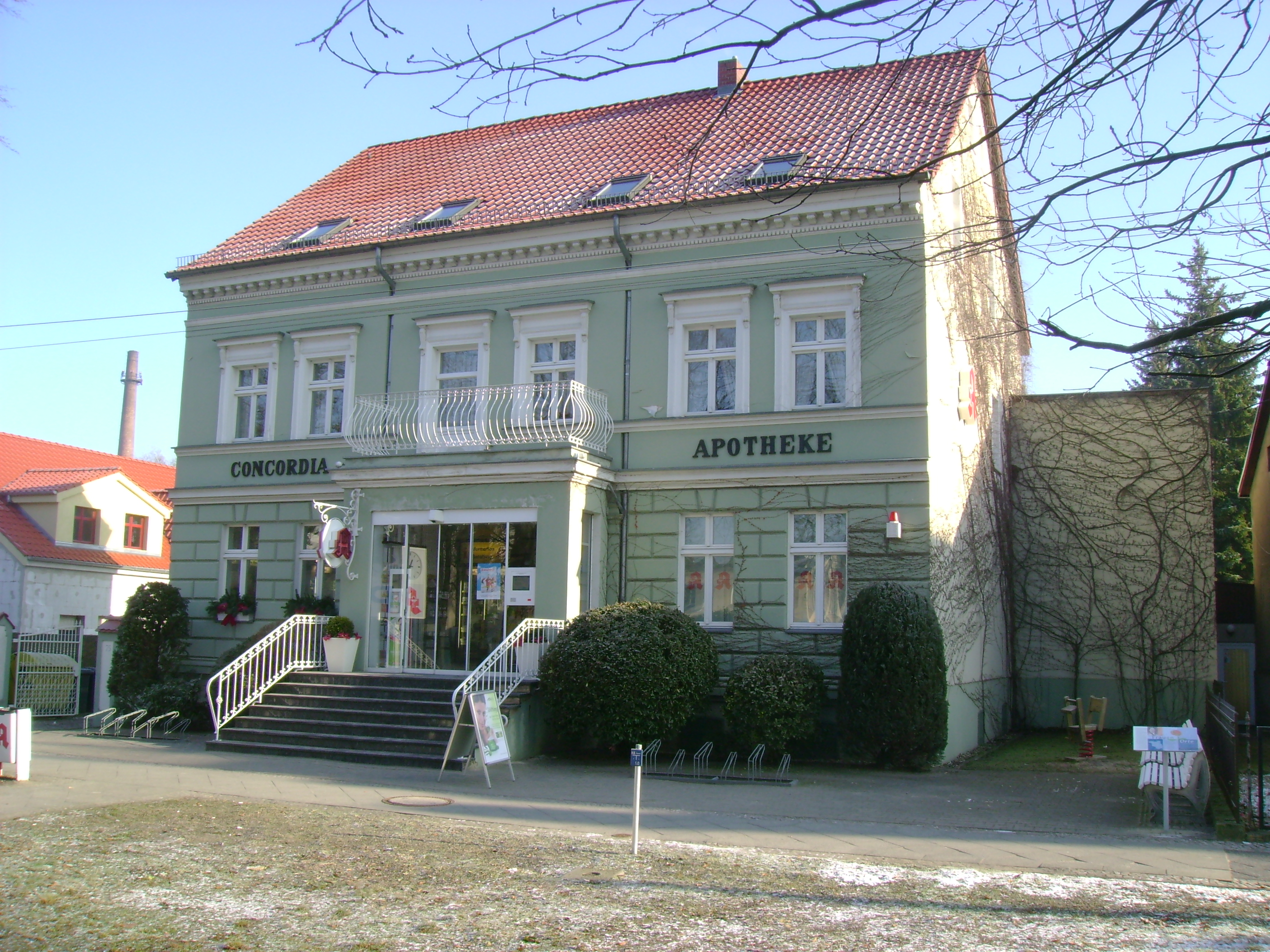
Concordia-Apotheke in Velten

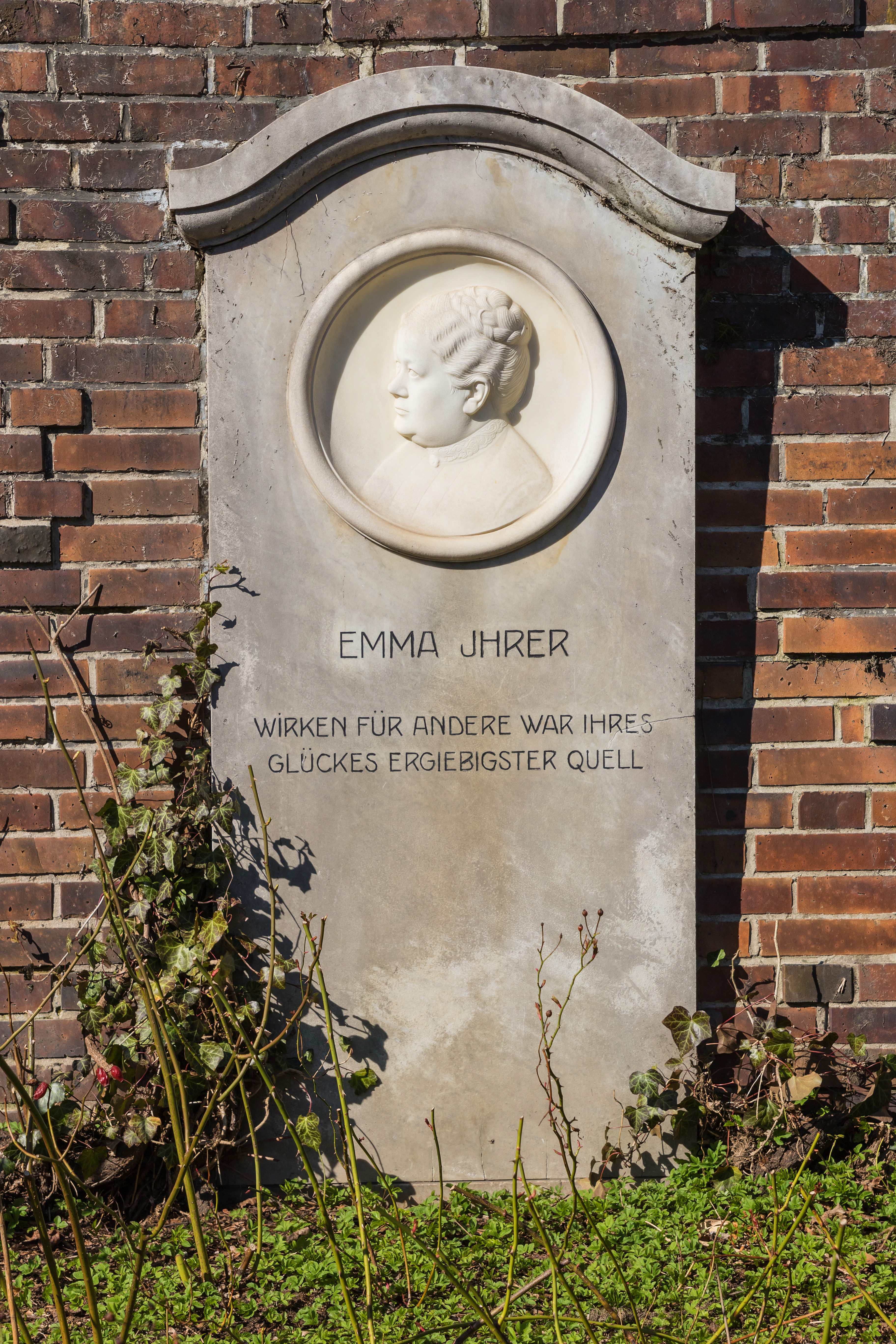
Grab von Emma Ihrer auf dem Zentralfriedhof Friedrichsfelde in Berlin

Emma Ihrer, geborene Emma Faber, genannt Emma Rother (* 3. Januar 1857 in Glatz, Landkreis Glatz, Provinz Schlesien; † 8. Januar 1911 in Berlin, Deutsches Reich) war eine deutsche Politikerin (SPD), Gewerkschafterin und Zeitungsherausgeberin.

## Familie
Emma Ihrer entstammte einer katholischen Schuhmacherfamilie. Ihr Vater war Wendelin Faber, genannt Rother, über ihre Mutter ist nichts bekannt. Nach ihrer frühen Heirat mit dem 22 Jahre älteren Apotheker Emanuel Ihrer zog sie zunächst nach Berlin. 
1887 übernahm ihr Ehemann Emanuel die Concordia-Apotheke in der Breiten Straße 75 in Velten. Bis 1894 wohnte sie in der Ofenstadt. Als ihm wegen ihrer politischen Betätigung der Entzug der Konzession drohte, verkaufte er die Apotheke, und sie zogen erneut nach Berlin. Von 1907 bis zu ihrem Tod lebten beide im Haus des Gewerkschaftsfunktionärs Carl Legien in der Marthastraße in Pankow-Schönhausen, mit dem sie liiert war.
Emma Ihrer wurde auf dem Zentralfriedhof Friedrichsfelde in Berlin-Lichtenberg beigesetzt. Ihre Grabstätte wurde 1950 in die damals von der DDR-Führung neu errichtete Gedenkstätte der Sozialisten integriert und gehört seither zur Reihe der Gräber und Denkmäler an deren Ringmauer.

## Politische Betätigung
1881 gründete die Sozialistin und Feministin in Berlin den Frauen-Hilfsverein für Handarbeiterinnen, zu dessen Vorstand sie gehörte. Bereits mit Mitte zwanzig wurde sie Mitglied der Sozialdemokratischen Partei und kämpfte nach Erlass der Sozialistengesetze 1878 für die Rechte der Arbeiterinnen. 1885 gründete sie gemeinsam mit Marie Hofmann, Pauline Staegemann und Gertrude Guillaume-Schack den Berliner Verein zur Wahrung der Interessen der Arbeiterinnen. Der Verein verstand sich in erster Linie als Unterstützungsverein, in dem Ärzte und Rechtsanwälte ihre Dienste unentgeltlich zur Verfügung stellten. Der Arbeiterinnenverein wurde bereits ein Jahr später von der Polizei aufgelöst, hatte zu diesem Zeitpunkt aber bereits mehr als tausend Mitglieder.
1889 nahm Ihrer zusammen mit Clara Zetkin als Delegierte am Internationalen Sozialistenkongress in Paris teil. Dort verhinderte sie zusammen mit Zetkin einen Antrag gegen die Frauenerwerbstätigkeit. Damit erreichten sie, dass Frauen in den Gewerkschaften als gleichberechtigt anerkannt wurden. Ende 1890 wurde sie als erste Frau neben sechs Männern in die Generalkommission der Gewerkschaften Deutschlands gewählt.
Ihrer kämpfte weiter für die Rechte der Frau und gab ab Januar 1891 die Wochenzeitschrift Die Arbeiterin heraus, ab 1892 Die Gleichheit. Sie gründete in der Folgezeit weitere feministische Vereine, die sich als sozialistisch verstanden und sich entschieden von den ebenfalls entstehenden Frauenvereinen anderer politischer Ausrichtung distanzierten. Durch die Vereinsgründungen kam sie immer wieder in Konflikt mit der Polizei.

## Ehrungen
- Das Grab von Emma Ihrer zählt zu den Ehrengräbern.[2]
- Nach Ihrer wurden unter anderem die Emma-Ihrer-Straßen in Berlin-Rummelsburg (Bezirk Lichtenberg), München-Oberwiesenfeld (Stadtbezirk Neuhausen-Nymphenburg) und Velten benannt. Auch im Regensburger Stadtteil Burgweinting wurde im Neubaugebiet eine Straße nach ihr benannt.[5]
- An der Concordia-Apotheke in der Breiten Straße 75 in Velten wurde am 7. Januar 2011 eine Gedenktafel des Projektes „FrauenOrte im Land Brandenburg“ angebracht.[3]
- Die Deutsche Bundespost legte 1989 eine Briefmarke zu Ehren Ihrers als Teil der Dauermarkenserie Frauen der deutschen Geschichte auf. Die Marke hatte einen Nennwert von fünf Pfennig und ist unter der Nummer 1405 katalogisiert.
- Am 14. Oktober 2016 wurde an ihrem ehemaligen Wohnort, Berlin-Niederschönhausen, Marthastraße 10, eine Berliner Gedenktafel enthüllt.
- Am 3. Januar 2018, 161 Jahre nach ihrer Geburt, wurde ihr ein Google Doodle gewidmet.[6]
- Im März 2019 wurde der Große Ratssaal im Rathaus des Berliner Bezirks Pankow nach Ihrer benannt.[7]

## Werke
- Die Organisationen der Arbeiterinnen Deutschlands, ihre Entstehung und Entwicklung. Berlin 1893.
- Die Arbeiterinnen im Klassenkampf. Anfänge der Arbeiterinnen-Bewegung, ihr Gegensatz zur bürgerlichen Frauenbewegung und ihre nächsten Aufgaben. Hamburg 1898